# Airbus Helicopters
Airbus Helicopters es una empresa europea, subsidiaria de Airbus SAS, fabricante de helicópteros creada con el nombre de Eurocopter el 15 de noviembre de 1989 a partir de la unión de las divisiones de Aérospatiale, Francia, y DaimlerChrysler Aerospace AG, Alemania. En julio de 2000, sus dos propietarias se fusionaron para crear EADS, por lo que se añadió a Eurocopter el negocio de helicópteros de Construcciones Aeronáuticas, España. El 1 de enero de 2014, Eurocopter pasó a llamarse Airbus Helicopters.
Airbus Helicopters es una empresa subsidiaria 100% de Airbus SAS. Sus factorías se encuentran en Francia (Marignane y La Courneuve), en Alemania (Kassel, Donauwörth y Ottobrunn) y en España (Albacete). Además, Eurocopter está presente en los cinco continentes por medio de unas 20 empresas subsidiarias o afiliadas distribuidas por todo el mundo; una de ellas es la brasileña Helibrás.
En 2008, Eurocopter ha confirmado su primera posición mundial en la fabricación de helicópteros para los mercados civil y de servicios públicos con una cuota de mercado del 53%. Los productos del grupo representan actualmente el 30% de la flota mundial de helicópteros. El grupo emplea a aproximadamente 15.600 personas.

## Productos

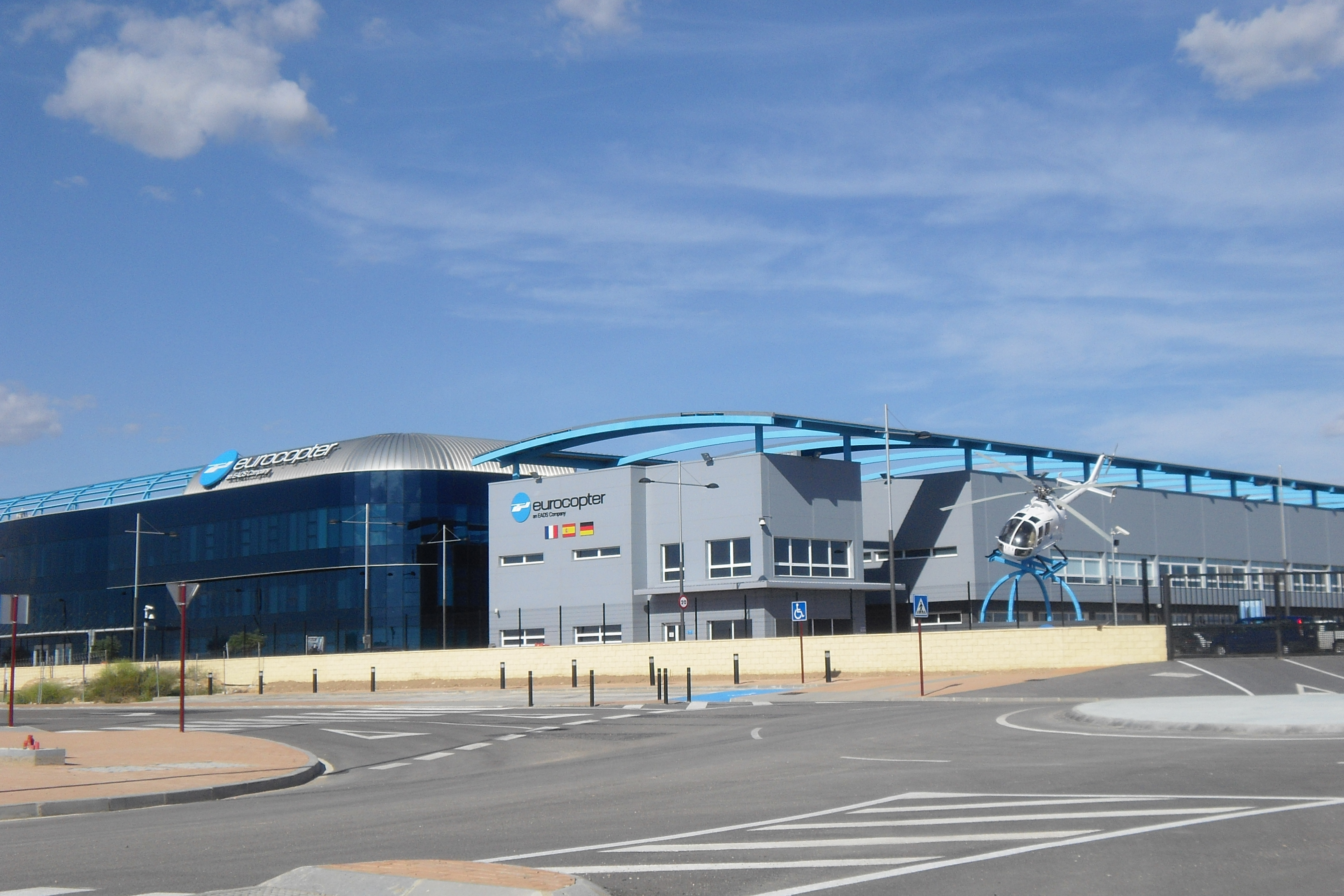
Factoría de Airbus Helicopters en el Parque Aeronáutico y Logístico de Albacete, España.

Eurocopter fabrica o ha fabricado los siguientes tipos de helicópteros:
- Eurocopter AS 332 Super Puma - Helicóptero medio de transporte/utilitario (comercializado ahora como EC225 Super Puma).
- Eurocopter AS 350/AS 355 Ecureuil - Helicóptero ligero utilitario (comercializado ahora como EC130).
- Eurocopter AS 365/SA 365 Dauphin - Helicóptero medio bimotor multipropósito (comercializado ahora como EC155).
- Eurocopter AS 532 Cougar - Helicóptero medio bimotor multipropósito (comercializado ahora como EC725 Super Cougar).
- Eurocopter AS 550/AS 555 Fennec - Helicóptero ligero monomotor multipropósito, es la variante militar del Ecureuil.
- Eurocopter AS 565 Panther - Helicóptero medio bimotor militar multipropósito, es la variante militar del Dauphin.
- MBB Bo 105 - Helicóptero ligero bimotor utilitario multipropósito.
- MBB Bo 108 - Helicóptero ligero bimotor utilitario multipropósito (comercializado ahora como EC135).
- MBB/Kawasaki BK 117 (con Kawasaki Heavy Industries) - Helicóptero medio bimotor de transporte/utilitario (comercializado ahora como EC145).

### Actualmente en producción
- Airbus Helicopters H120 (Eurocopter EC120 Colibri) con Harbin Aircraft Manufacturing Corporation - Helicóptero ligero monomotor
- Airbus Helicopters H130 (Eurocopter EC130) - Helicóptero ligero
- Airbus Helicopters H135 (Eurocopter EC135) - Helicóptero bimotor civil
- Airbus Helicopters H145 (Eurocopter EC145) - Helicóptero medio bimotor utilitario
- Airbus Helicopters H155 (Eurocopter EC155) - Helicóptero medio de largo alcance para transporte de pasajeros[7]
- Airbus Helicopters H160 - Helicóptero medio bimotor utilitario
- Airbus Helicopters H175 (Eurocopter EC175) (también conocido como Avicopter Z-15) - Helicóptero medio bimotor de transporte/utilitario, desarrollado conjuntamente entre Eurocopter y la empresa china AVIC (Presentado en la Heli-Expo 2008), primer vuelo planeado para 2009.
- Airbus Helicopters H225 (Eurocopter EC225 Super Puma) - Helicóptero de largo alcance para transporte de pasajeros
- Eurocopter EC635 - Helicóptero ligero militar multipropósito (variante militar del EC135)
- Eurocopter EC665 Tiger - Helicóptero militar de ataque
- Eurocopter EC725 Super Cougar (también conocido como Caracal) - Helicóptero de largo alcance parta transporte táctico

### Otros
- NHIndustries NH90 - Helicóptero medio bimotor militar multimisión (por consorcio NHIndustries)

Con un 62,5% Eurocopter también participa en la producción del proyecto de Helicóptero Utilitario NH90.
Las palas de las aeronaves Eurocopter giran en sentido de las agujas del reloj (visto desde arriba), al contrario que la mayoría de las construcciones estadounidenses. Este cambio implica que el piloto debe realizar los movimientos de pedales al contrario de lo aprendido en las aeronaves de diseño estadounidense.

### Galería

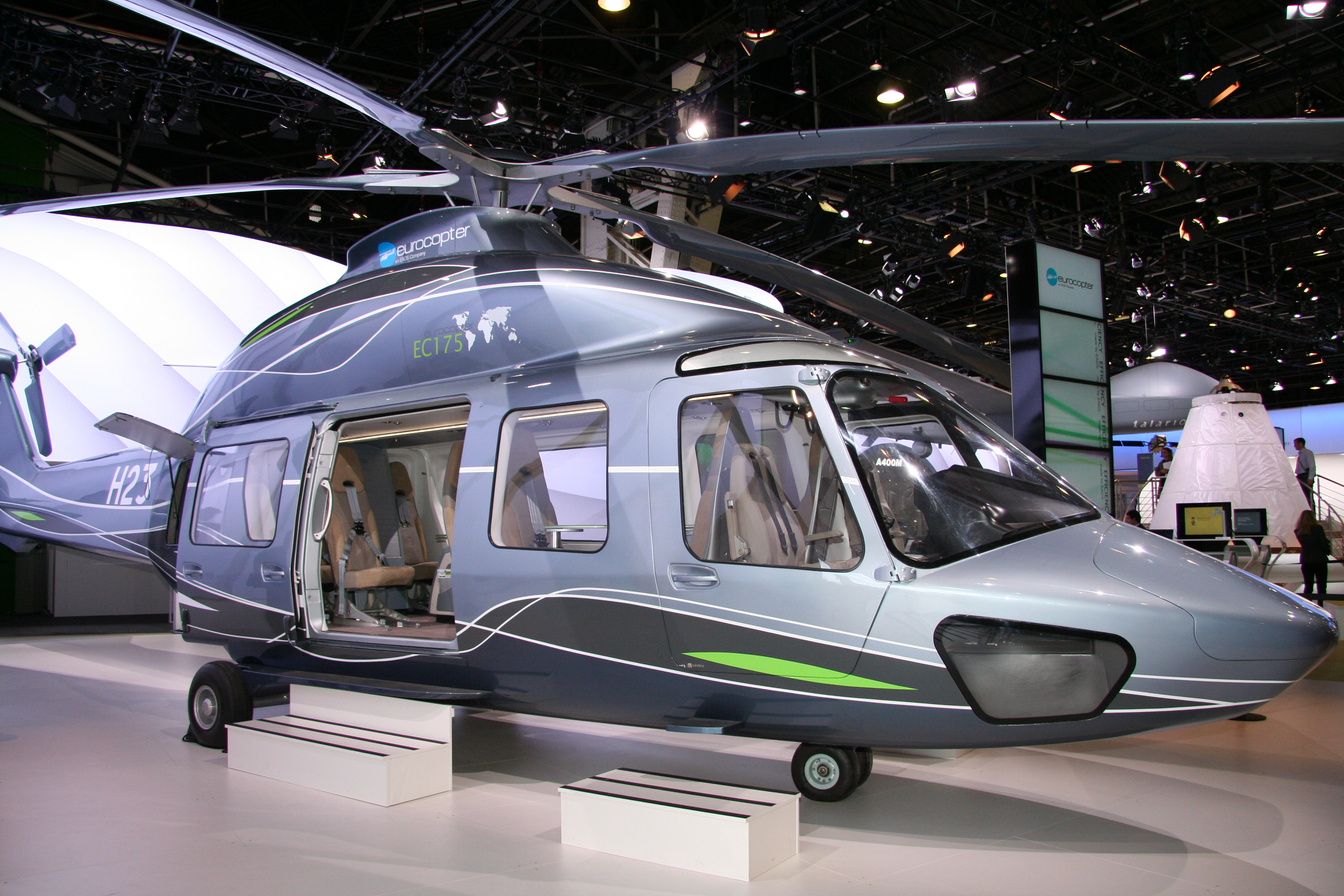
EC 175

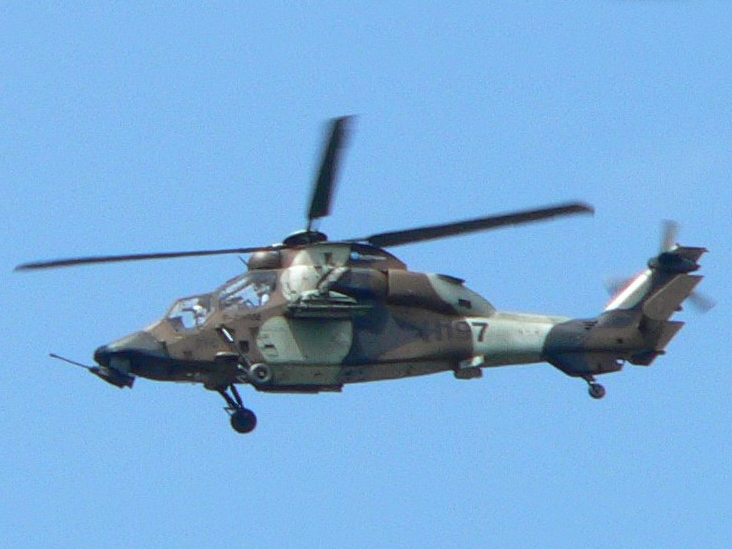
EC 665 Tiger

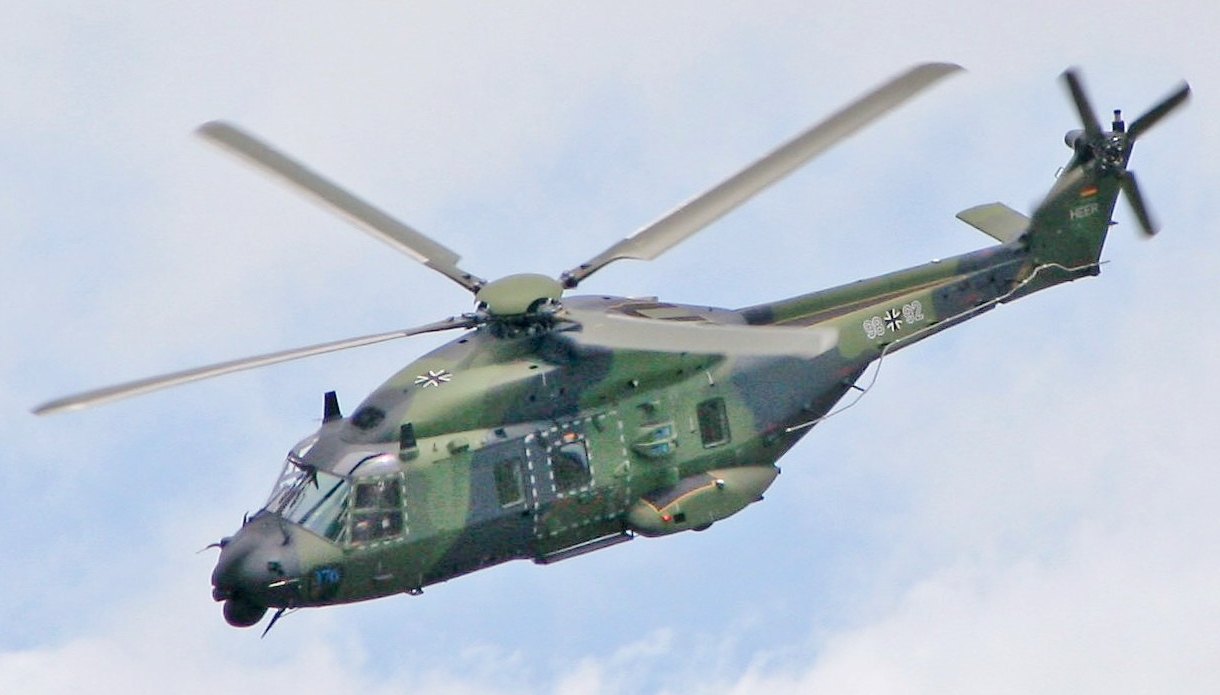
NH90

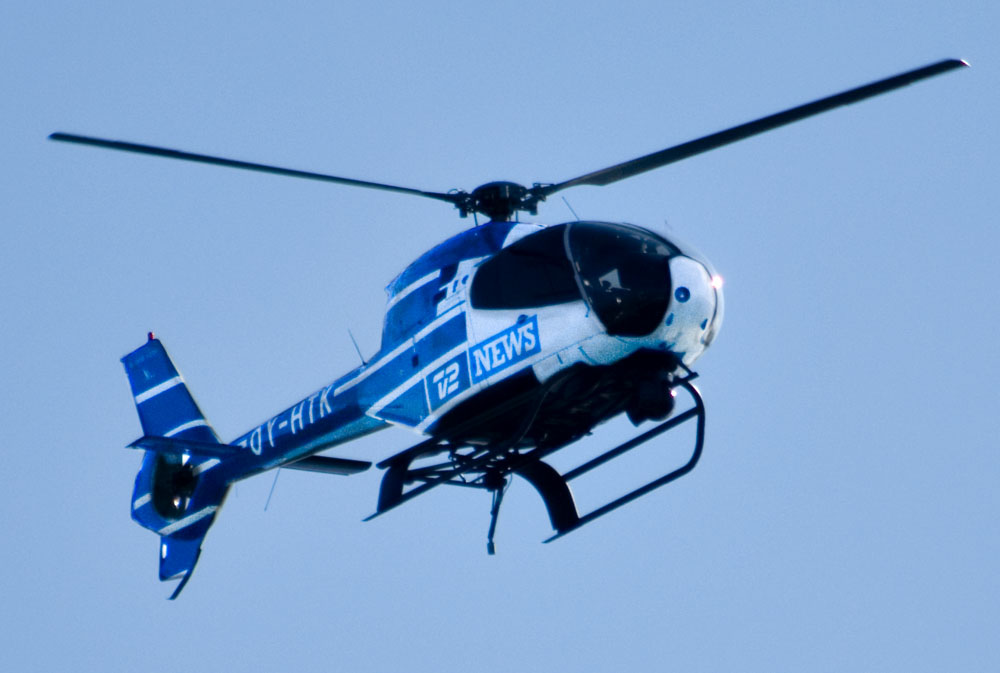
EC 120 Colibri

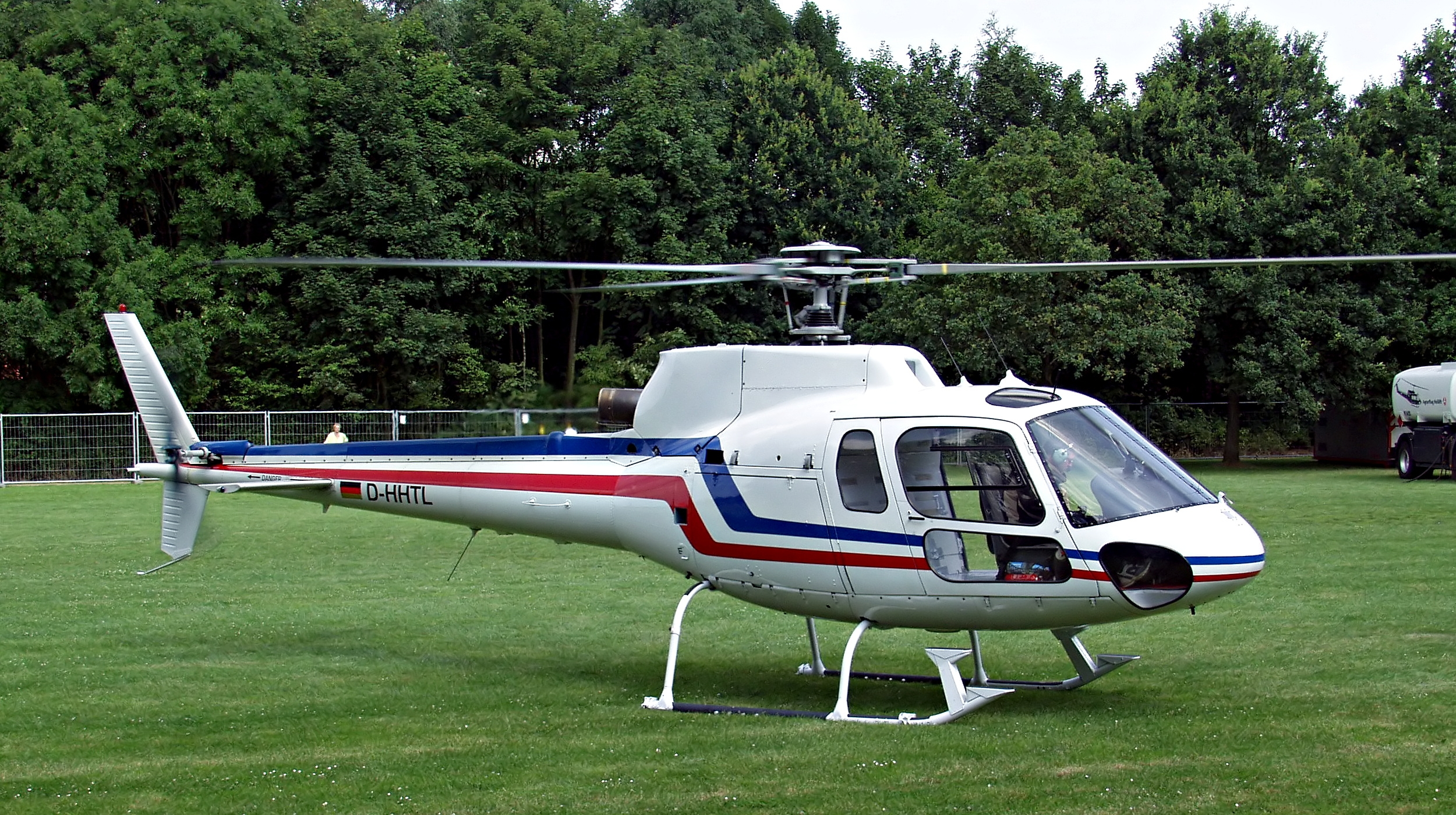
AS 350 Ecureuil
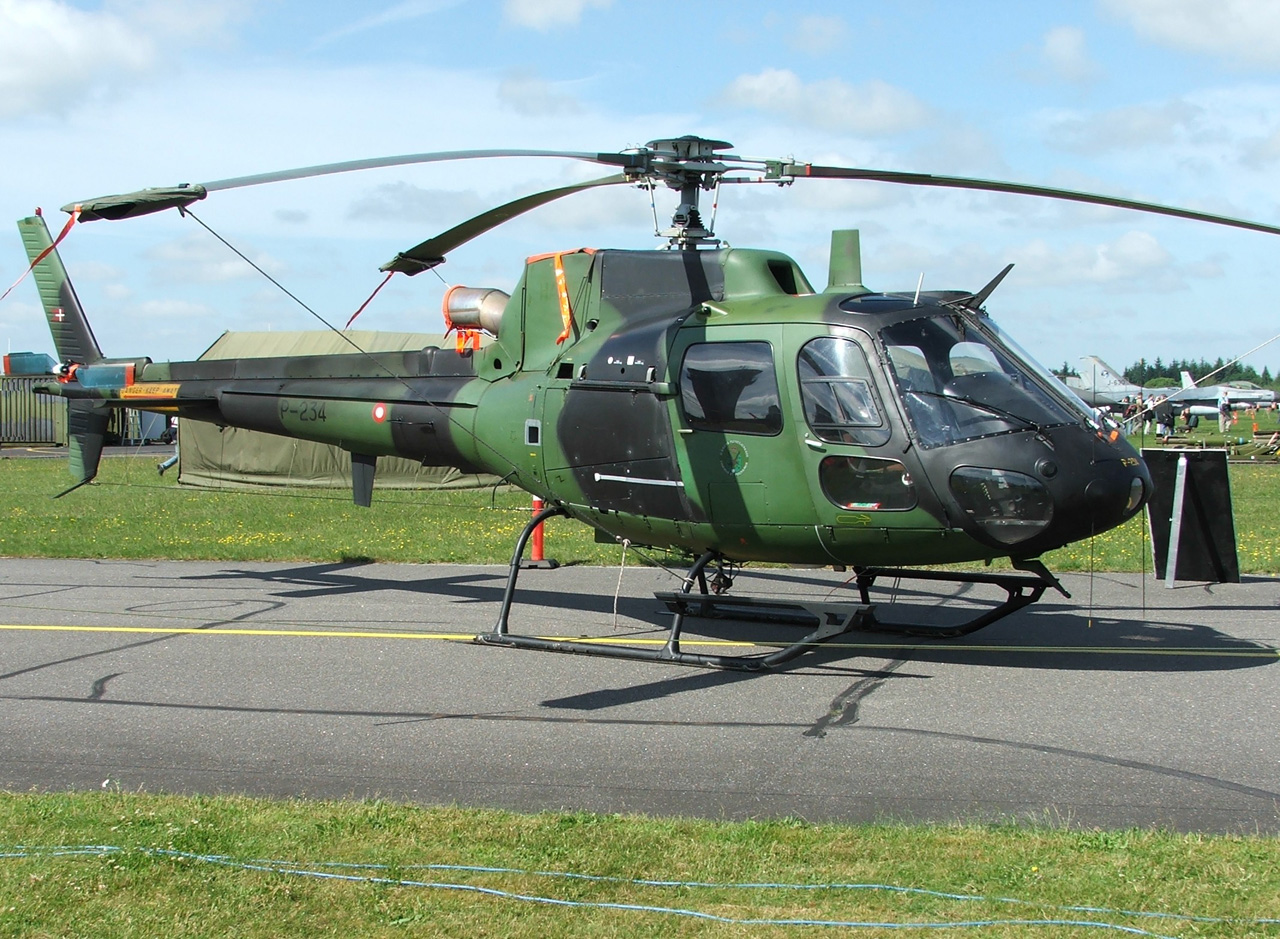
AS 550 Fennec
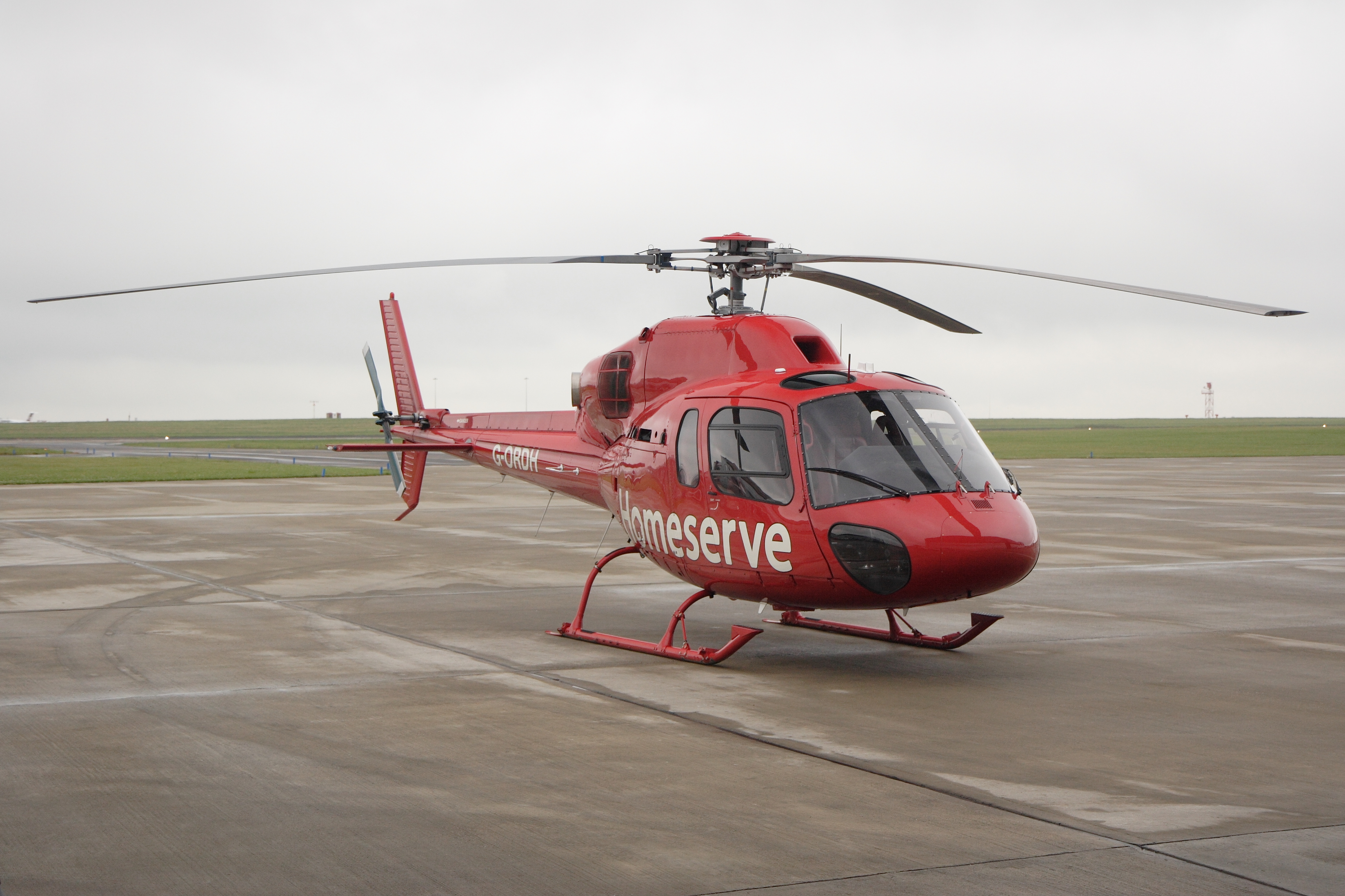
AS 355 Ecureuil 2
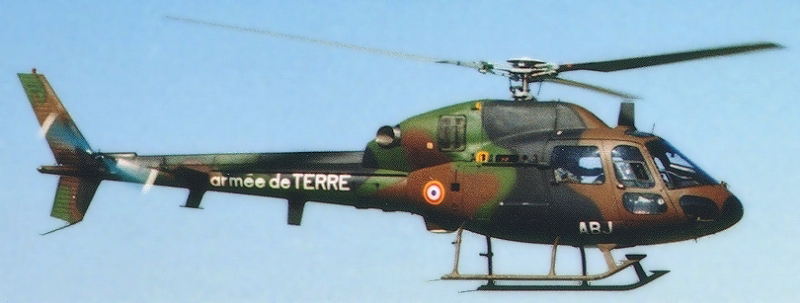
AS 555 Fennec 2
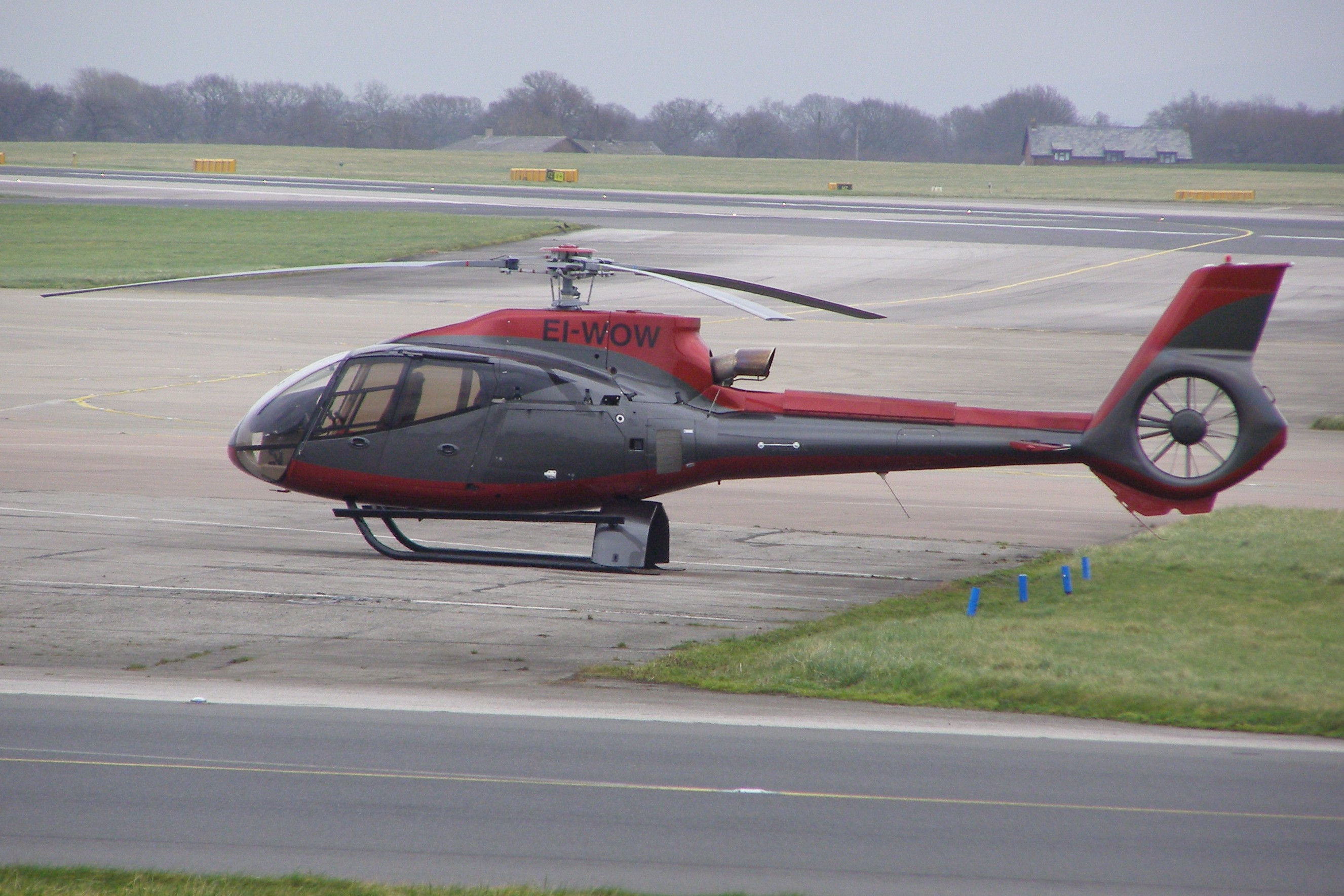
EC 130

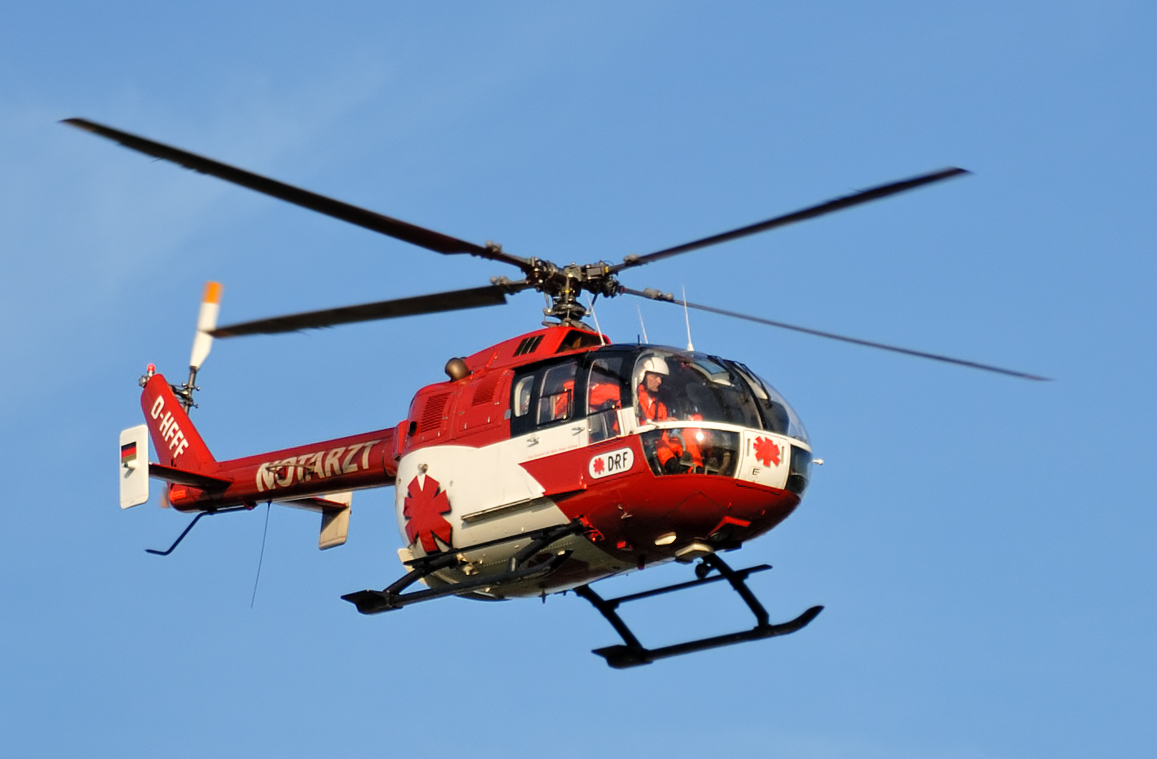
Eurocopter BO105CBS
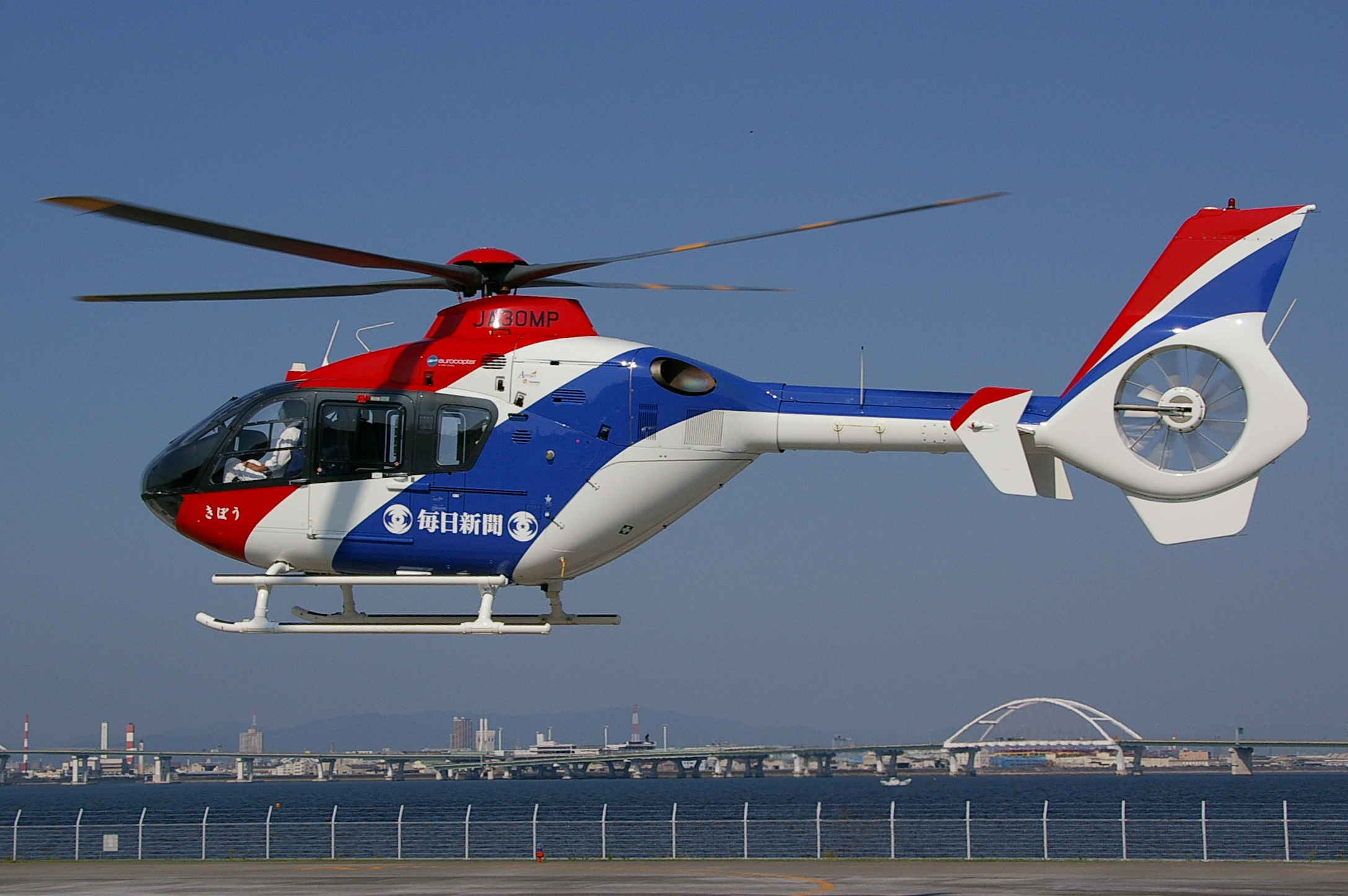
EC 135
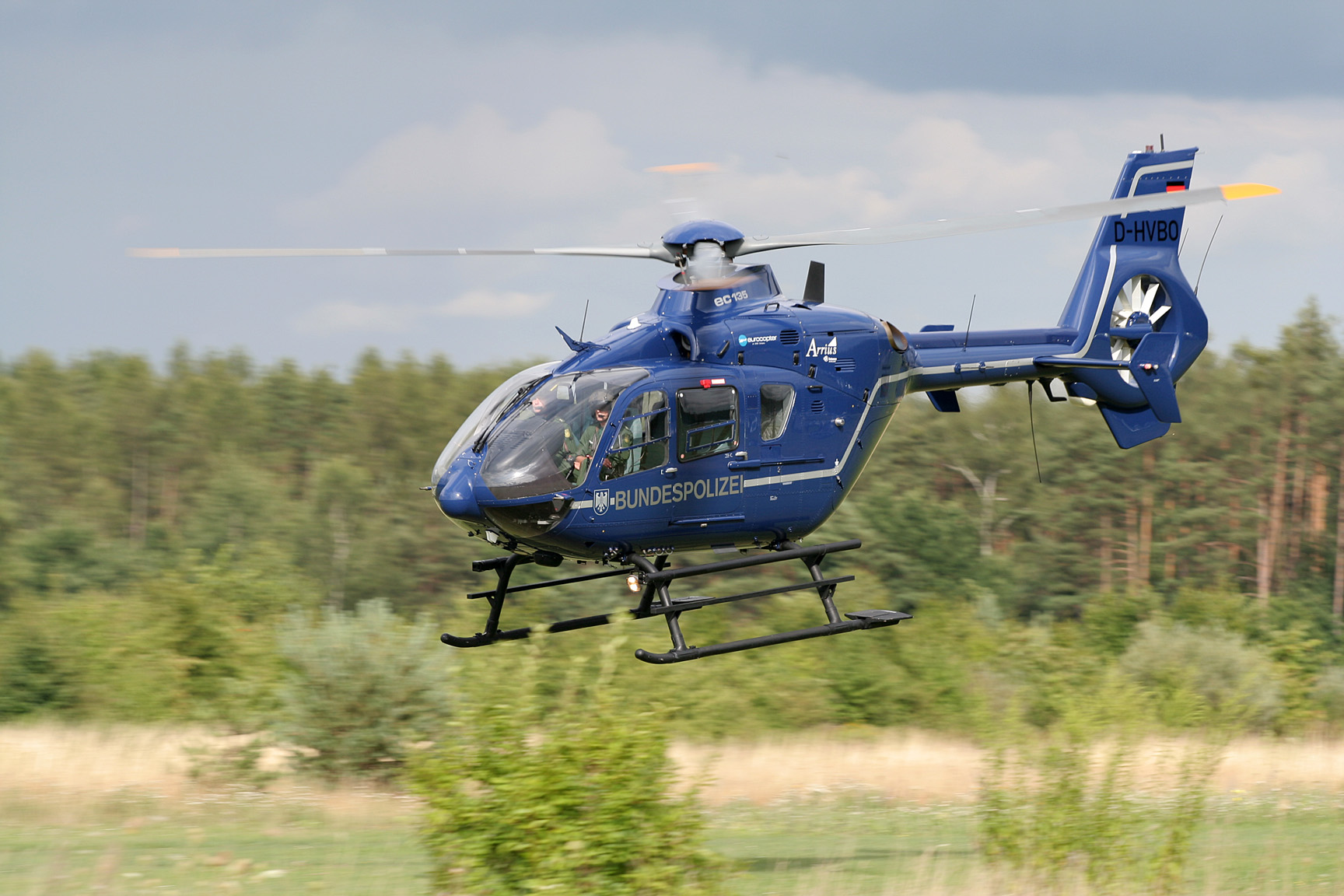
EC 635

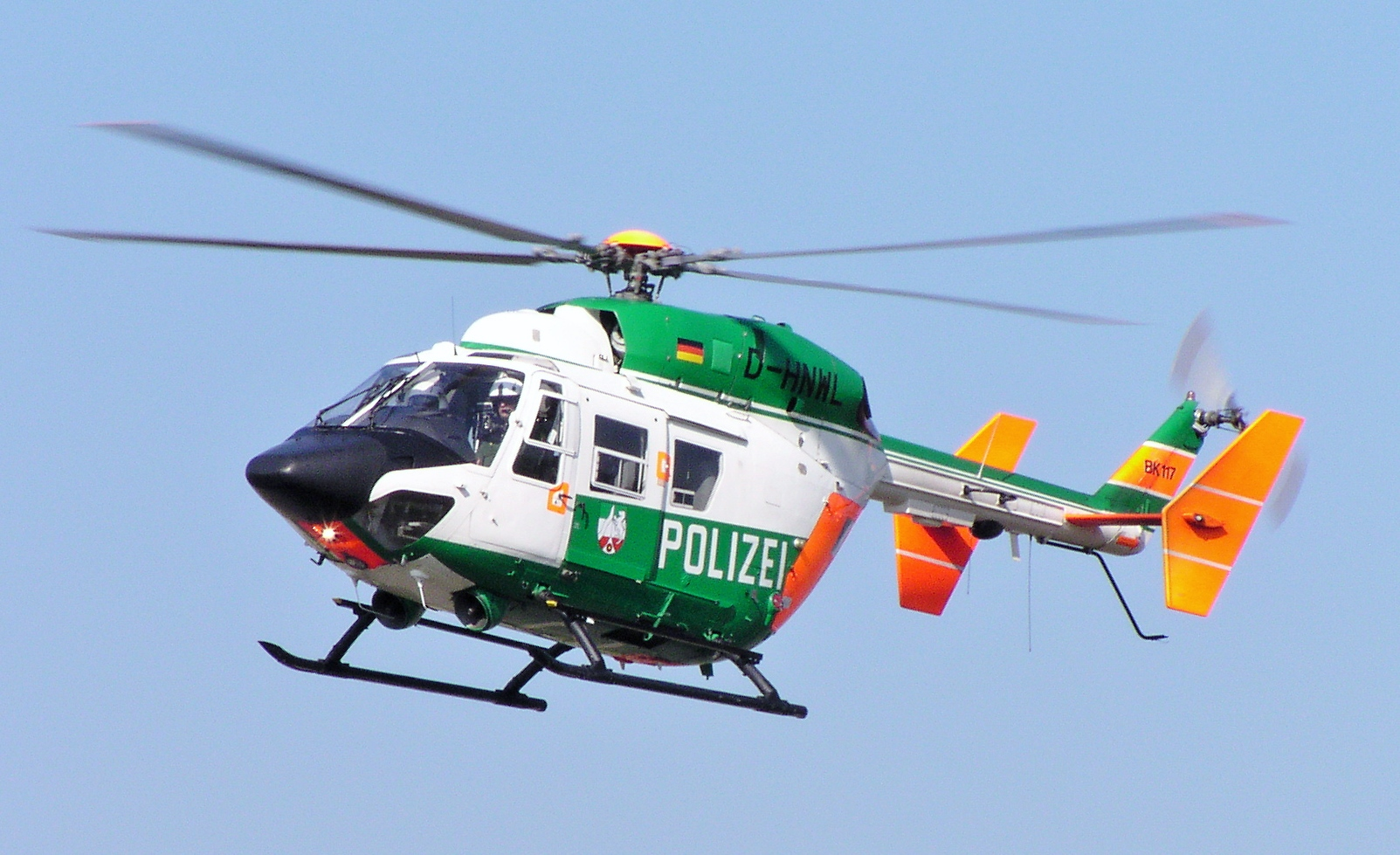
MBB/Kawasaki BK 117
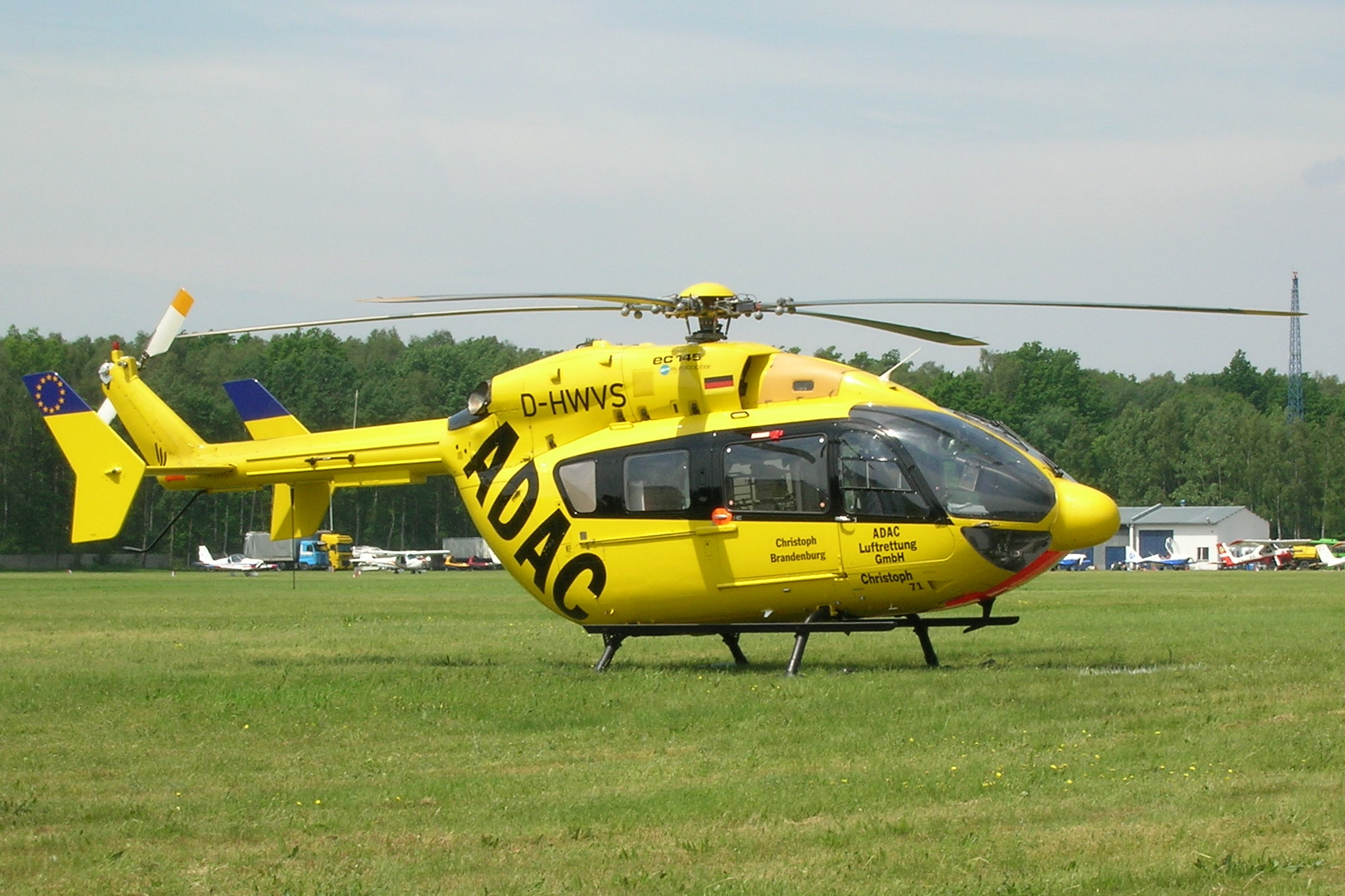
EC 145

- EC 175

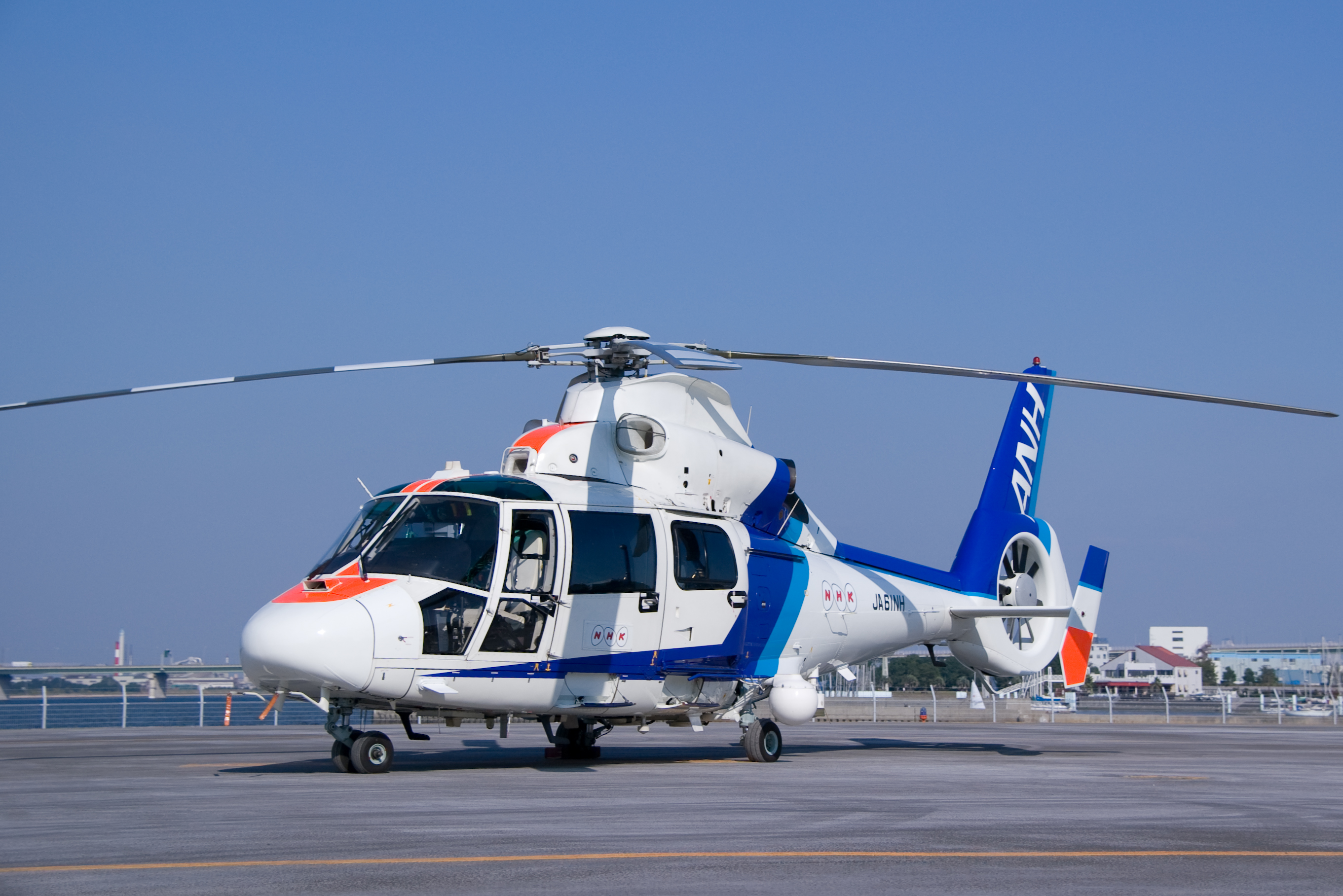
SA 365/AS 365 Dauphin
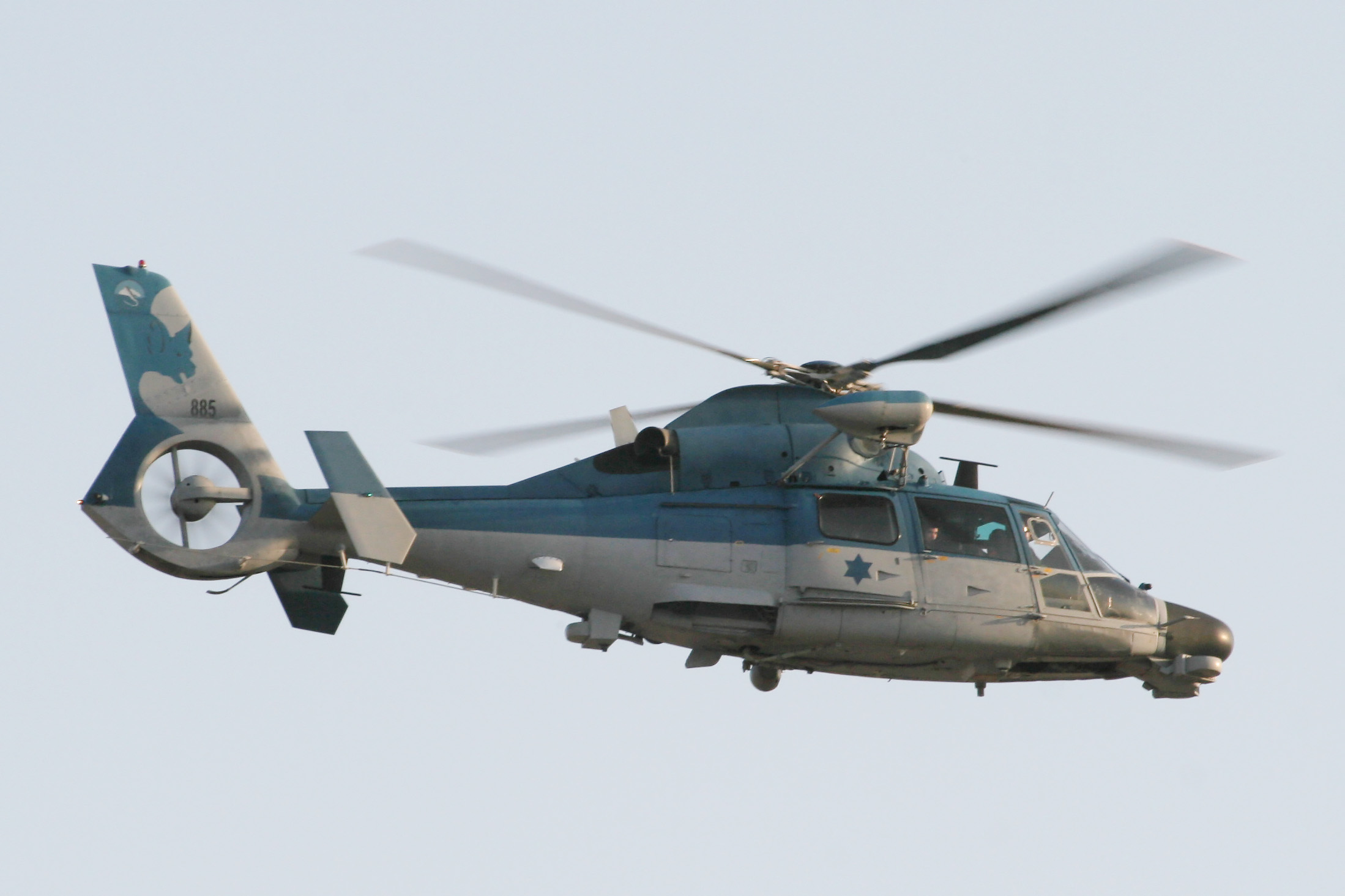
AS 565 Panther
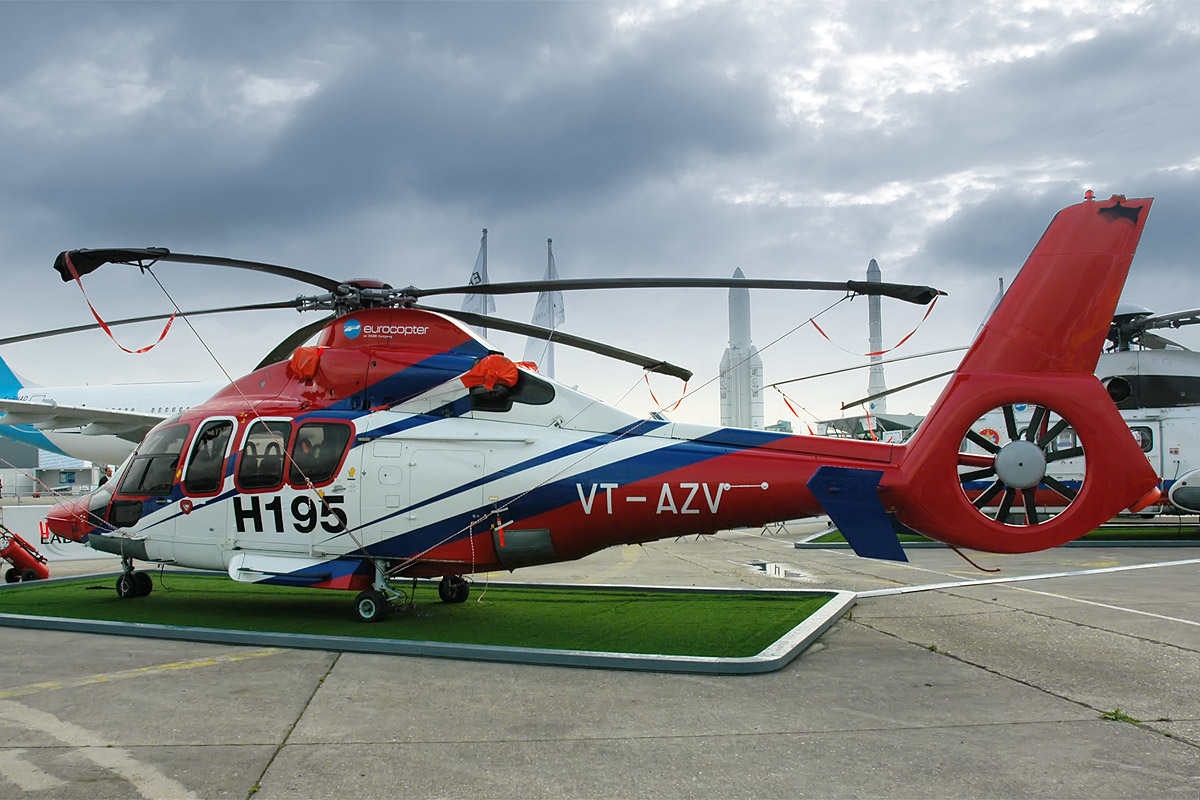
EC 155

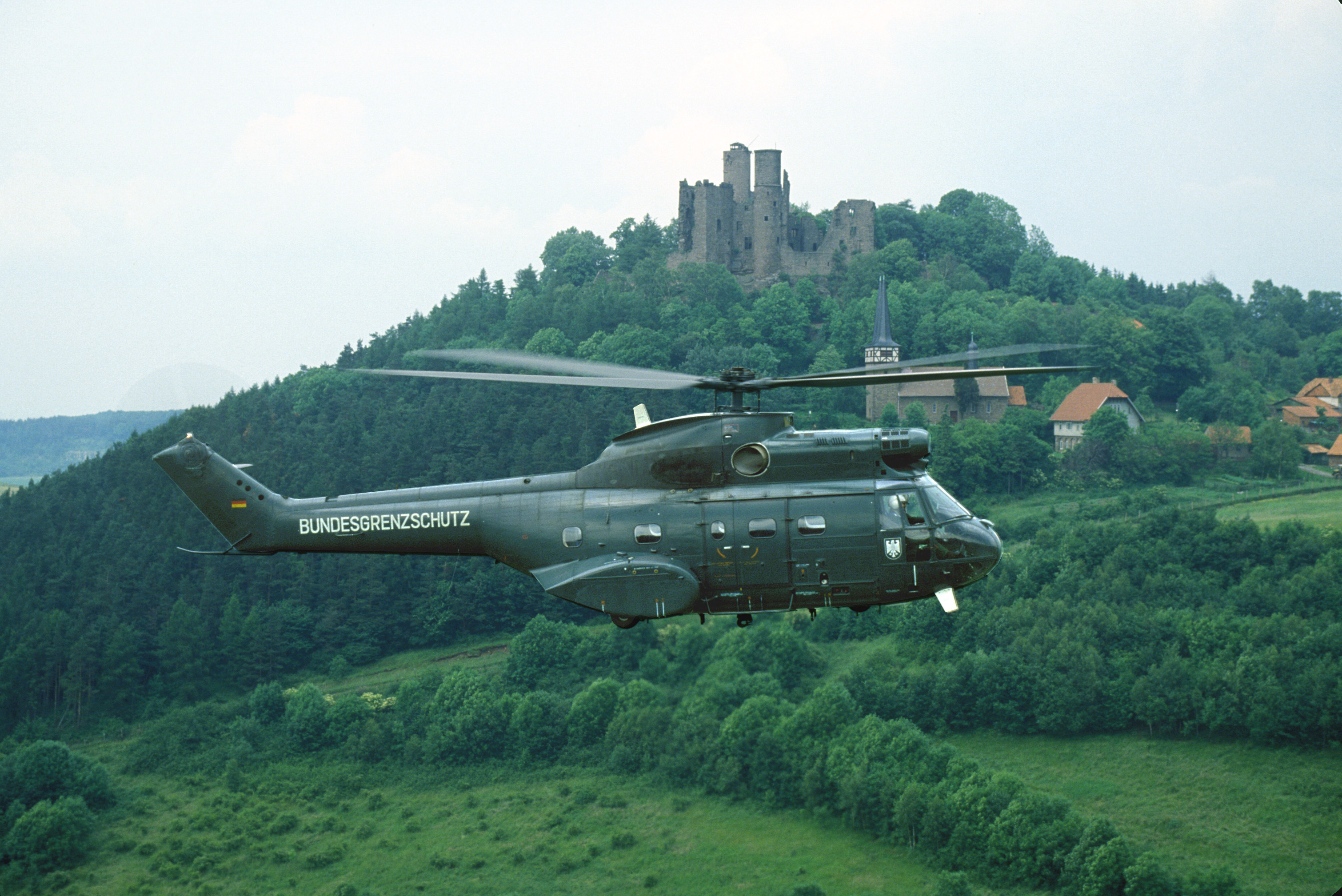
SA 330 Puma
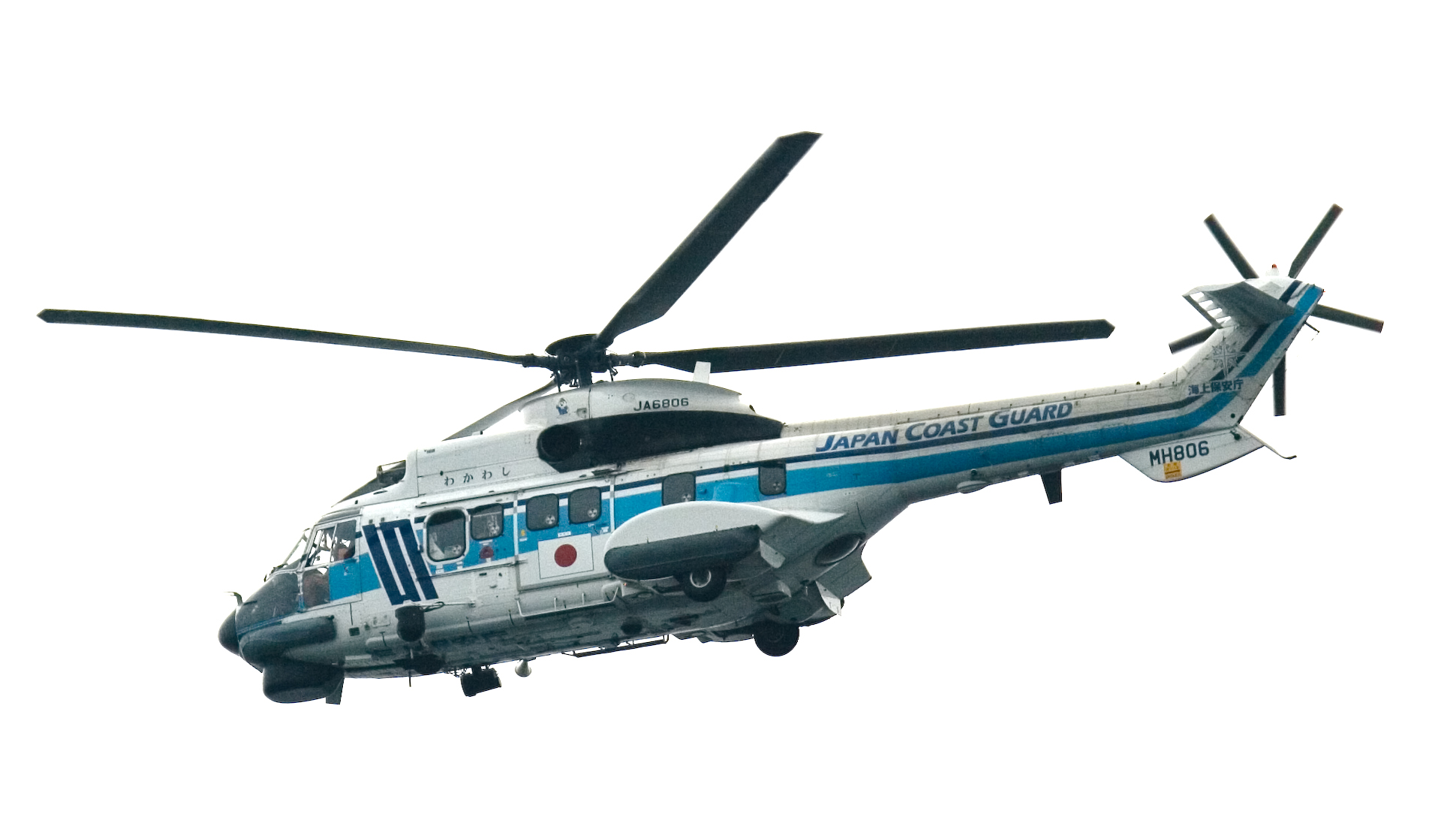
AS 332 Super Puma
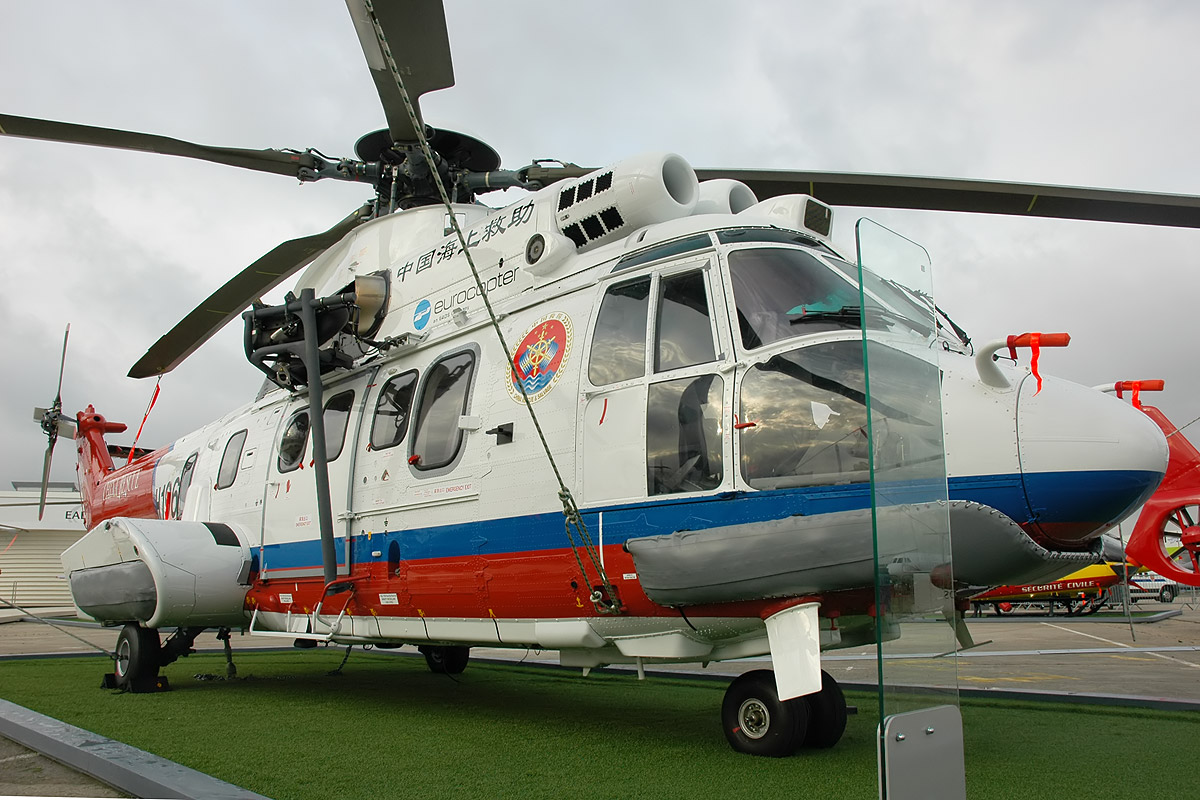
EC 225 Super Puma
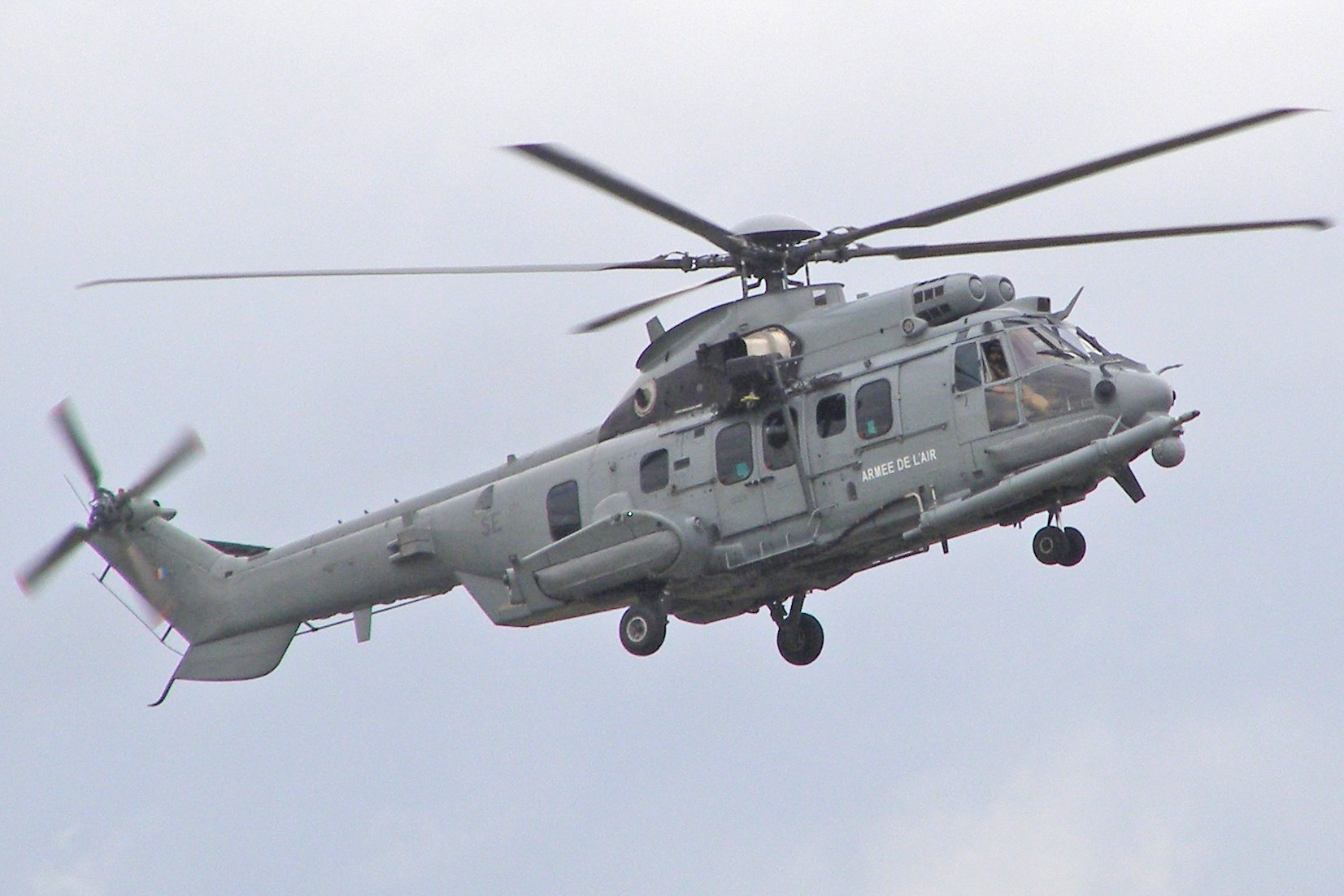
EC 725 Super Cougar

- EC 665 Tiger

- NH90